# Mistrzostwa Australii i Oceanii w Boksie 1995
Mistrzostwa Australii i Oceanii w Boksie 1995 − 18. edycja mistrzostw Australii i Oceanii w boksie. Rywalizacja miała miejsce w Nukuʻalofie. Osiemnasta edycja odbywała się w październiku 1995, a zawodnicy rywalizowali w dwunastu kategoriach wagowych.

## Medaliści
| Kategoria wagowa               | Złoto            | Srebro          | Brąz |
| Waga papierowa (-48 kg)        | Michael Younie   | Ashley Jaimes   |      |
| Waga musza (-51 kg)            | Sergin Useinov   | Howard Gereo    |      |
| Waga kogucia (-54 kg)          | Hussein Hussein  | John Sam        |      |
| Waga piórkowa (-57 kg)         | Robbie Peden     | Nedal Hussein   |      |
| Waga lekka (-60 kg)            | Henry Kungsi     | Kalolo Fiaui    |      |
| Waga lekkopółśrednia (-63,5kg) | Lee Trautsch     | Rico Chong Nee  |      |
| Waga półśrednia (-67 kg)       | Richard Rowless  | H.Marsden       |      |
| Waga junior średnia (-71 kg)   | Shane Heaps      | Chris Large     |      |
| Waga średnia (-75 kg)          | Robert Marinović | D.Wolfgramm     |      |
| Waga półciężka (-81 kg)        | Sam Leuji        | Garry Large     |      |
| Waga ciężka (-91 kg)           | Garth da Silva   | O.Mika          |      |
| Waga super ciężka (+91 kg)     | Paea Wolfgramm   | Payfaii Falamoe |      |